# Saint-Michel-le-Cloucq
Saint-Michel-le-Cloucq ist eine französische Gemeinde im Département Vendée in der Region Pays de la Loire. Sie gehört zum Arrondissement Fontenay-le-Comte und zum Kanton Fontenay-le-Comte (bis 2015: Kanton Saint-Hilaire-des-Loges). Sie hat 1.263 Einwohner (Stand: 1. Januar 2022), die Michelais genannt werden.

## Geografie
Saint-Michel-le-Cloucq wird vom Fluss Vendée durchquert.
Umgeben wird Saint-Michel-le-Cloucq von den Nachbargemeinden Mervent im Norden, Foussais-Payré im Osten und Nordosten, Xanton-Chassenon im Osten und Südosten, Fontenay-le-Comte im Süden und Südwesten sowie L’Orbrie im Westen.

## Bevölkerungsentwicklung
| Jahr                      | 1962 | 1968 | 1975 | 1982 | 1990 | 1999 | 2006 | 2013 |
| Einwohner                 | 977  | 937  | 948  | 1196 | 1272 | 1206 | 1224 | 1309 |
| Quelle: Cassini und INSEE |      |      |      |      |      |      |      |      |

## Sehenswürdigkeiten
- Kirche Saint-Michel aus dem 11./12. Jahrhundert
- Schloss Saint-Michel, ursprünglich aus dem 12. Jahrhundert, Umbauten aus späterer Zeit
- Schloss Beaulieu aus dem 17. Jahrhundert
- Schloss Baugisière, 1741 wieder errichtet
- Schloss Mazeau, um 1830 wieder errichtet

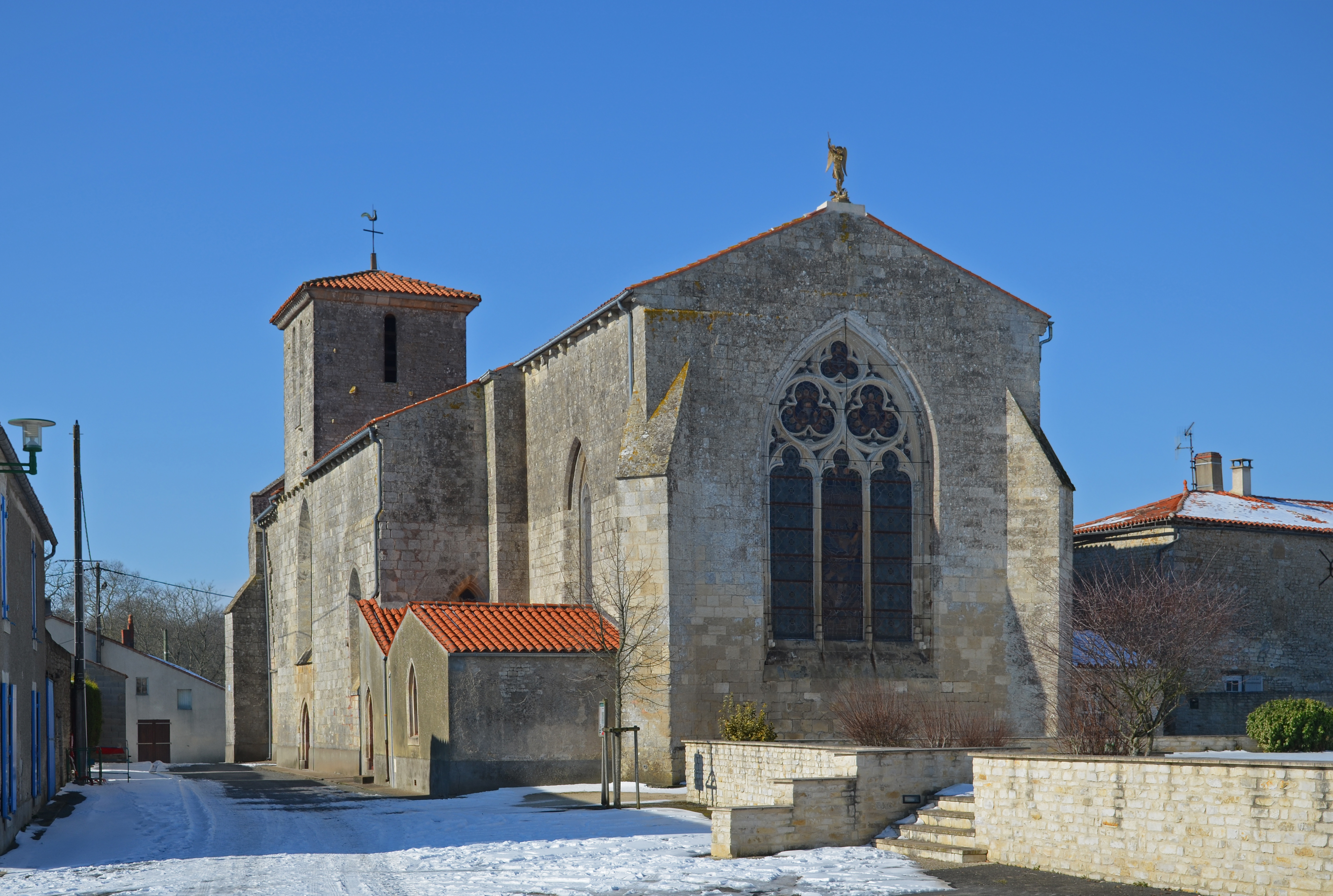
Kirche Saint-Michel
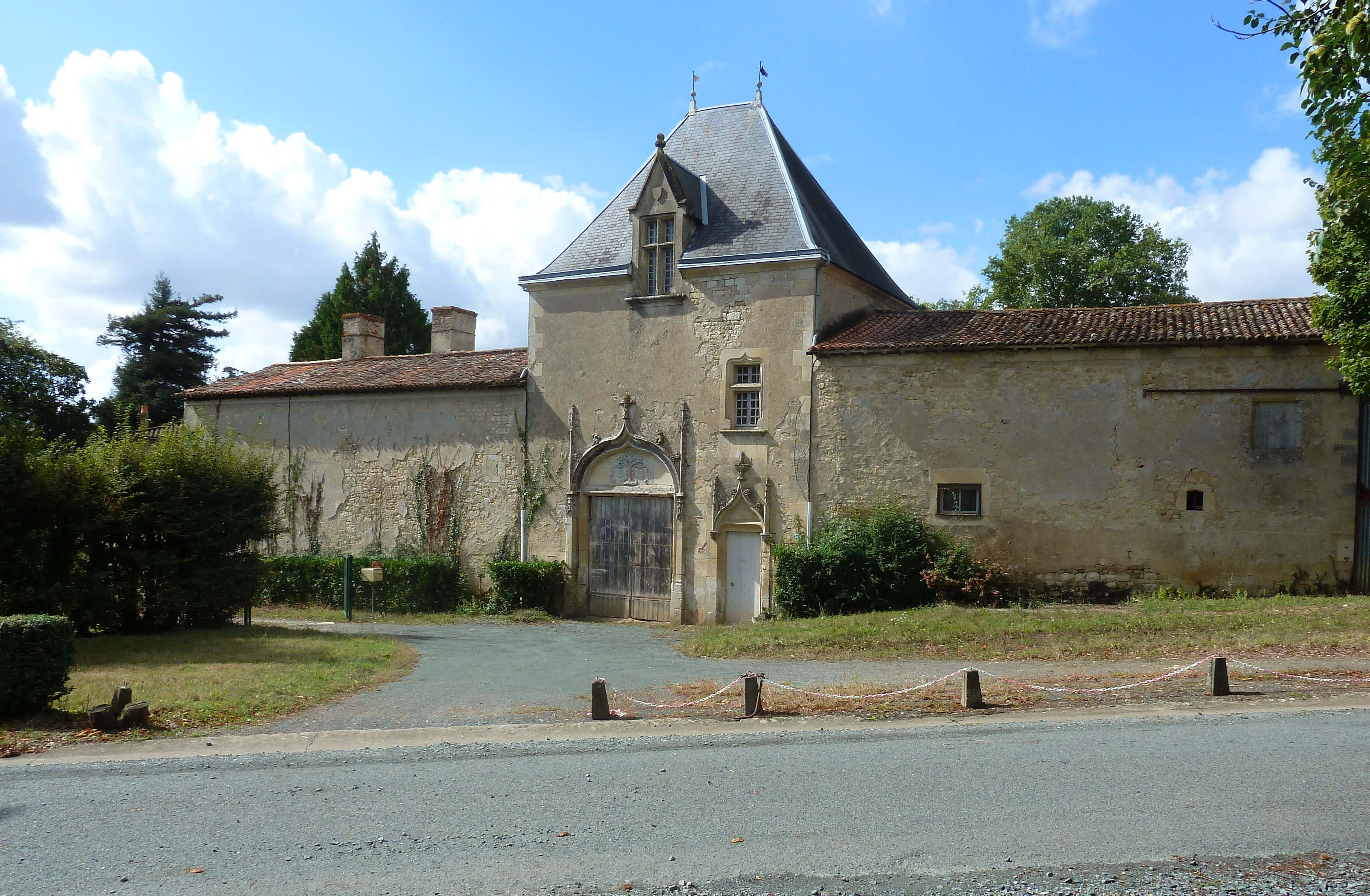
Schloss Saint-Michel
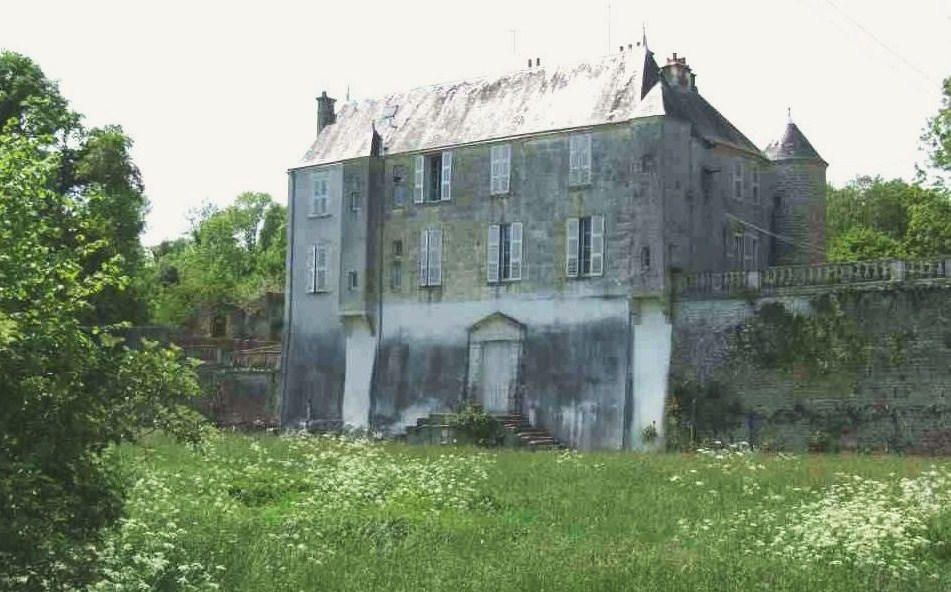
Schloss Beaulieu
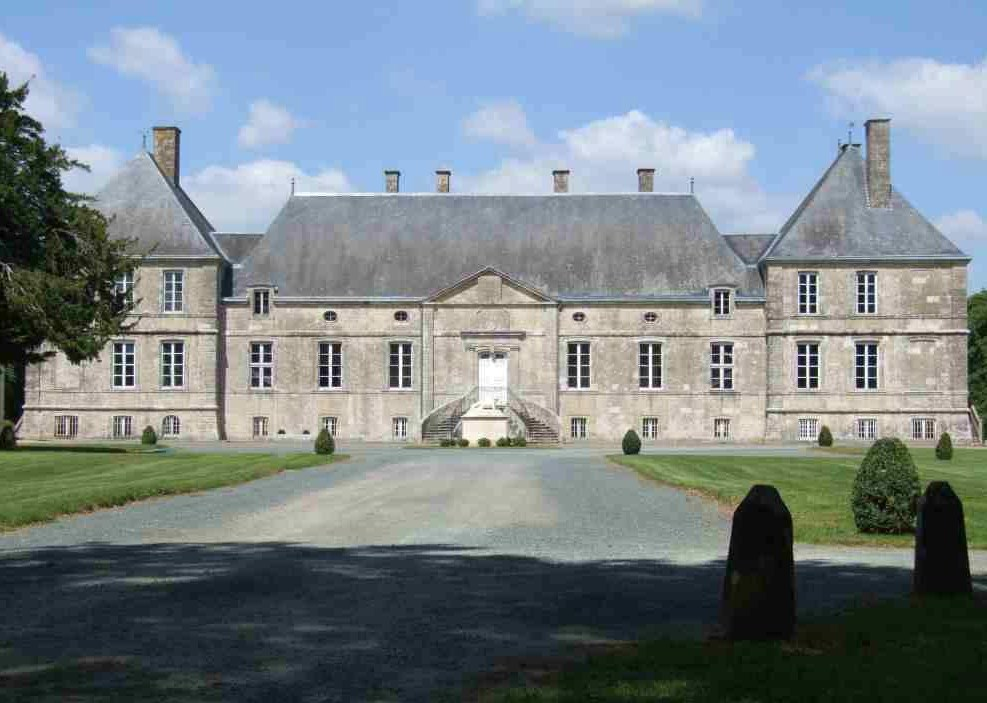
Schloss Baugisière
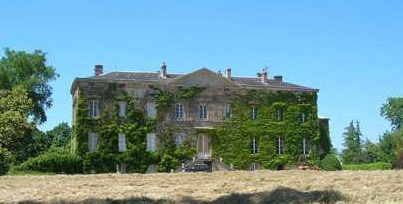
Schloss Mazeau